# 海馬瀬人
- 遊☆戯☆王 > 遊☆戯☆王の登場人物 > 海馬瀬人
- 遊☆戯☆王 (アニメ第1作) > 遊☆戯☆王の登場人物 > 海馬瀬人
- 遊☆戯☆王デュエルモンスターズ > 遊☆戯☆王の登場人物 > 海馬瀬人
- 遊☆戯☆王デュエルモンスターズGX > 遊☆戯☆王デュエルモンスターズGXの登場人物 > 海馬瀬人

海馬 瀬人（かいば せと）は、高橋和希による漫画『遊☆戯☆王』および、それを原作とする派生作品に登場する架空の人物。

## 概要
『週刊少年ジャンプ』誌掲載のコミック『遊☆戯☆王』において、ジャンプ・コミックス版第2巻掲載分から登場した。
キャラクター製作にあたっては、原作者である高橋和希が友人から聞かされたエピソードが元になっている。また、高橋は文庫版のあとがきにおいて、瀬人という名前は古代エジプト神話におけるセト神に因んで命名したものであり、当初はゲーム会社の御曹司という設定で奇妙なゲームを次々と考案し武藤遊戯と闘う構想を練っていたという。ところが、原作におけるシャーディー初出エピソードの人気が芳しくなく、原作コミックそのものが打ち切りも検討されたために、読者からの反響が高かった海馬(マジック&ウィザーズ)を再登場させる運びとなったという。

## 製作関係者のコメント
テレビアニメ『遊☆戯☆王デュエルモンスターズ』や、劇場作品『遊☆戯☆王 THE DARK SIDE OF DIMENSIONS』において海馬を演じた津田健次郎はインタビューに際し、「海馬の格好良さはその純粋性ゆえのものであり、社会のルールからすると狂っているものだが、自分が最強でありたいという純粋さからの気持ちのいい狂い方という感じと付随したユーモアが漂うもの」と語っている。

## 人物
遊戯のライバルでもあり、準主役キャラでもあり、城之内克也の天敵。「学園編」の「牙を持つカード」（単行本2巻／文庫版1巻収録）で初登場。童実野高校在学。一人称は当初は「僕」だったが、後に「俺」となる。
現役高校生でありながら、大企業「海馬コーポレーション」の若手社長を務めるほどのエリートで文武両道。ソリッドビジョンシステム関連を手掛け、ヘリコプターやジェット機も操縦できる。天才的なゲームプレイヤーでもあり、特に「マジック&ウィザーズ」と「チェス」を好み、M&Wに関しては「カードの貴公子」の異名で呼ばれている。ライバルである遊戯には一見すると実力で勝利したことは一度もないが遊戯本人も「友情の力がなければ負けていた」と実力を認めており、互角に近い実力を有し戦うことができる天才的な人物。
5歳の時に母を亡くし、8歳の時に事故で父を亡くした後、親戚に遺産を奪われ、10歳の時に弟のモクバとともに施設に預けられた。この時の経験から「良い暮らし」と「親のいない子供たちを楽しませる遊園地を作る」という2つの夢を抱くようになる。ある日、養子探しで施設を訪れた海馬剛三郎に対し、自分がチェスで勝ったらモクバとともに養子に迎え入れるという条件を突きつけてのチェスで勝利し、海馬家への養子入りを果たす。海馬家の人間となってからは、剛三郎の手で虐待染みた過酷な英才教育を受け、6年後に剛三郎を失脚させて、自らが海馬コーポレーションの社長となった。軍事企業だった海馬コーポレーションをゲーム企業に転換。海馬ランドの建設も始める。しかし、過酷な日々を送るうちに自らの勝利と目的のためなら手段を選ばず、非道に徹する悪の一面も持ち合わせるようになり、モクバへの愛情も次第に失われていった。
遊戯たちとは当初はクラスメイトの関係に過ぎなかったが、遊戯の祖父・双六がレアカード「青眼の白龍（ブルーアイズ・ホワイト・ドラゴン）」の所持者であることを知ってから遊戯たちと深く関わるようになる。双六から「青眼の白龍」を借りてきた遊戯から「青眼の白龍」をコピーカードとすり替える形で盗み取るが、闇遊戯とのデュエルに敗北し、カードを奪い返された上に罰ゲームを味わわされる。この罰ゲームのトラウマは瀬人にとって幾度も悪夢として見るトラウマとなり、その克服のため復讐計画を敢行。双六以外の「青眼の白龍」所有者を破産や自殺に追い込んでいき、3枚の「青眼の白龍」を入手。さらに双六を決闘で負かした後、罰ゲームとして、双六の「青眼の白龍」を破り捨てた。双六戦の直後、遊戯への復讐のために作り上げた殺人テーマパーク「DEATH-T」で遊戯たちを苦しめ、敗北したモクバに双六に味わわせたものと同じ罰ゲームを容赦なく下した。最終ステージで遊戯との二度目のデュエルを展開し、仲間たちの友情に支えられた遊戯に敗北して「マインドクラッシュ」で悪に満ちた心を砕かれ、昏睡状態に陥った。遊戯自身の口から「幼いころの自分が自らの心をパズルのように組み立て直し始めている」と語られた。
「DEATH-T」から半年後、遊戯と死者の腹話術師（アニメ版では死の物真似師）のデュエルの最中に復活。ペガサスに捕らわれたモクバ救出のためにペガサス島に赴く。プライドの高さと傲慢かつ破天荒な面は変わっていないが、誇り高い人物に変化。モクバへの愛情も取り戻し、孤児院時代にモクバと一緒に写った写真から作った兄弟お揃いのカードペンダントも身に着けるようになる。遊戯のことも憎むべき敵から好敵手と見るようになった。ペガサスに挑むべく、モクバが遊戯を失格させるために奪ったスターチップを手に遊戯とのデュエルに挑んで勝利するもペガサスに敗退し、魂の牢獄に封印されてしまう。王国終了後、復活を果たし、モクバとの再会により、心のパズルも完成させた。
原作ではバトル・シティ編で事実上の出番を終え、「王の記憶編」では古代エジプトにおいて彼の前世に位置する神官セトが終始に渡って登場。その後は最終回で姿を見せたのみであり、闇遊戯（アテム）の冥界行きを見届けていないため、原作終了後を描いた映画『THE DARK SIDE OF DIMENSIONS』ではエジプトの王家の谷で千年パズルの発掘を試み、闇遊戯と決着をつけることを望んでいる。そして、ラストシーンでは最新技術を駆使して冥界に向かうことを可能とし、あの世にいる王と対面した。
好きな食べ物は牛フィレ肉フォアグラソース。嫌いな食べ物はおでん。
口癖は「ふぅん」や「甘いぞ遊戯！」とよく言っている。

## アニメ作品における海馬瀬人

### アニメ第一作と第二作での違い
- 第一作は原作漫画初期に忠実な基本設定であるのに対し、第二作は原作後期から発展し、設定のほとんどがアニメオリジナルとなっている（詳しくは後述）。
- 髪色はアニメ第一作では蛍光色に近い緑色、第一作劇場版および、アニメ第二作以降では茶髪となっている。
- 瞳の色はアニメ第一作では黄金色、原作および第一作劇場版、アニメ第二作では青眼となっている。
- 服装もアニメ第一作では転校生という設定で、童実野高校の制服ではなく、校内・プライベート問わず白い学ランで統一していた。アニメ第二作では遊戯達と同じ紺色の学ランだが、学ラン姿のほうが珍しい。ちなみに、第二作に出てくる海馬乃亜のデザインは髪色も服装も第一作の海馬瀬人そのものである。
- 名前のイントネーションが異なる（一作目では「かいば せと」、二作目では「かいば せと」）。また神官セトのアクセントも微妙に異なる（「セト」）。
- 第一作では剛三郎は自殺せずに生きているため、海馬は社長ではない。

### 東映版「遊戯王」
アニメ第一作。前述のように、こちらでは剛三郎が存命なことから社長ではない。童実野高校への転校生として、遊戯たちと顔を合わせた。闇遊戯との最初の決闘は引き分けで終わるが、海馬本人にとっては屈辱であり、以降は配下のゲーム四天王に遊戯の相手をさせながら「DEATH-T」を建造していった。遊戯のことは憎からずも好敵手と認めているため、体調不良と闇遊戯の助力を得られずにいたことから影山三姉妹に苦戦中の遊戯からデュエルを引き継いで勝利したこともあった。

### 遊戯王デュエルモンスターズ
アニメ第二作。こちらでは「マインドクラッシュ」を受けても廃人化まではせず、自身の「力のカード」が遊戯の「心のカード」に負けたことから自身を見つめ直すための旅に出た。旅先でデュエルディスクを完成させた直後、ペガサスとビッグ5の結託を知り、ペガサス島に赴く。モクバとの兄弟の絆が強調されており、モクバが絡むと他のすべての物事が眼中から消えてしまう。この点で他者と感情を共有させることはなく、アニメ版オリジナルの「ドーマ編」では、海馬コーポレーションの関わった戦争で弟を失ったアメルダからの問い掛けに「自分ならどんなことがあっても弟を守る」と突き放し、「KCグランプリ編」では、幼少期から因縁があるジーク・ロイドに対しても慰め一つ言わなかった。モクバが攫われたときには、ヘリで突っ込み自力で助け出し、「乃亜編」では洗脳されたモクバを救い出すことを第一に行動していた。「王の記憶編」では幼少期の自分とモクバに酷似した兄弟が、大邪神ゾークによって焼き殺されるのを目撃して激怒、「青眼の究極竜」を召喚してゾークに立ち向かった。ゲーム作品でモクバが洗脳されて敵に回った時は、「モクバには手は出せない」と発言している。
バトル・シティ編中盤から始まった乃亜編では、自身が海馬コーポレーションの社長に上り詰めた経緯や身辺にまつわるエピソードが展開され、バーチャル世界の中で精神データとして生き続けながら海馬への復讐を目論む剛三郎、乃亜とのやり取り、そしてモクバに対する思いが描写された。
また、こちらではバトル・シティ編以降も登場。ドーマ編でペガサスに自社の株を買い占められたことを発端に、ドーマとの戦いに参加。伝説の竜「クリティウス」の所持者となり、世界を救う戦いに身を投じている。KCグランプリ編では主催者に徹していたが、ジーク・ロイドとの決闘に臨んだ。アニメ版での「王の記憶編」ではバクラの誘導で古代エジプトに赴き、遊戯やアテムとともにゾークと戦った。現実世界に戻った後はアテムのデュエルの相手になろうとするが、その役を遊戯に譲り彼と闇遊戯の決闘を見届ける。
非現実的なことに関しては否定的で、ヒステリックな反応をする。アニメ版では「電脳世界に生きる精神だけの存在と戦う」「異世界の存在であるクリティウスの所持者に選ばれる」など、非現実的な出来事の渦中にいて慣れてしまい、ドーマ編以降はまったくその手の現象に反応しなくなっている。さらに続編の『遊☆戯☆王デュエルモンスターズGX』では、会社をあげて自らオカルト的なプロジェクトを行っている（後述）。

### 遊☆戯☆王デュエルモンスターズGX
アカデミアの生徒たちから「伝説のデュエリスト」と呼ばれている存在。海馬コーポレーション社長を続ける一方、デュエリスト養成のための全寮制の学校「デュエル・アカデミア」を設立。アカデミアのクラスランクは、かつて自身が「オベリスクの巨神兵」を使用していたためか、ラーやオシリスをおさえてオベリスク・ブルーが最上となっている。オーナーとして、万丈目準の兄たちによる学園買収の持ち掛けや、アカデミアの修学旅行などの際に間接的に登場している。『GX』の物語開始前、子供たちから新しいデュエルモンスターズのカードのデザインを募集し、採用されたデザインはカードにしてタイムカプセルに詰めて宇宙へ打ち上げ、宇宙の波動をそのカードに取り込むという非科学的な企画を行っている（これがきっかけで遊城十代に対するユベルの思いが歪み始めた）。
4期ではダークネスによって海馬の不在時に海馬を除くKC社員を全員消滅させられ、本社ビルも斎王によって破壊されてしまう。さらに第177話ではダークネスが「既にこの世界で戦えるのは十代一人」と発言していることから、一時的にダークネスの世界に取り込まれている。

## ゲーム作品
プレイステーションゲーム『真デュエルモンスターズ2 継承されし記憶』では薔薇十字団に所属するクリスチャン・セト・ローゼンクロイツも登場しており、海馬と瓜二つの容貌で彼もまた闇遊戯の宿敵であり、青眼の白龍と縁ある存在である。

## デッキ
ウィルスカードなどで相手の戦術を徹底的に潰し、「青眼の白龍（ブルーアイズ･ホワイトドラゴン）」などの高火力モンスターでとどめを刺すパワーデッキを使用する。
原作では「青眼の白龍」以外に存在するドラゴン族は「カイザー・グライダー」のみだったが、アニメではドラゴン族を中心としたデッキを使用している。
作者の高橋和希は海馬のデッキ構成に関して「あいつはもう勝ちにいくデッキだね、絶対誰にも容赦しないデッキ」「財力もあるのでレアカードを多く持っているし、普通の人には手に入れられないカードをたくさん入れてデッキを組んでいる」と述べている。
| カード名                                   | 使用した作品                                                                         | 備考                                     |                  |
| モンスターカード                           | モンスターカード                                                                     | モンスターカード                         | モンスターカード |
| ------------------------------------------ | ------------------------------------------------------------------------------------ | ---------------------------------------- | ---------------- |
| 青眼の白龍                                 | 原作 遊戯王R アニメ『遊☆戯☆王 (アニメ第1作)』 アニメ『遊☆戯☆王デュエルモンスターズ』 | [ 注 11 ]                                |                  |
| 復讐のソード・ストーカー                   | 原作                                                                                 |                                          |                  |
| ルード・カイザー                           | 原作                                                                                 | [ 注 12 ]                                |                  |
| ミノタウルス                               | 原作 アニメ『遊☆戯☆王 (アニメ第1作)』 アニメ『遊☆戯☆王デュエルモンスターズ』         |                                          |                  |
| ランプの魔精ラ・ジーン                     | 原作 アニメ『遊☆戯☆王デュエルモンスターズ』                                          |                                          |                  |
| ガーゴイル・パワード                       | 原作 アニメ『遊☆戯☆王デュエルモンスターズ』                                          |                                          |                  |
| ケンタウロス                               | 原作 アニメ『遊☆戯☆王デュエルモンスターズ』                                          |                                          |                  |
| 闇・道化師のサギー                         | 原作 アニメ『遊☆戯☆王 (アニメ第1作)』 アニメ『遊☆戯☆王デュエルモンスターズ』         | [ 注 13 ]                                |                  |
| ジャッジ・マン                             | 原作 アニメ『遊☆戯☆王デュエルモンスターズ』                                          |                                          |                  |
| 逆転の女神                                 | 原作                                                                                 | デッキへの投入は文庫版のみ。             |                  |
| 邪悪なるワーム・ビースト                   | 原作 アニメ『遊☆戯☆王 (アニメ第1作)』                                                |                                          |                  |
| サイクロプス                               | 原作 アニメ『遊☆戯☆王 (アニメ第1作)』 アニメ『遊☆戯☆王デュエルモンスターズ』         |                                          |                  |
| ガーゴイル                                 | 原作                                                                                 |                                          |                  |
| グラップラー                               | 原作                                                                                 | [ 注 14 ]                                |                  |
| THE GOD OF OBELISK オベリスクの巨神兵      | 原作 アニメ『遊☆戯☆王デュエルモンスターズ』                                          | 神のカード。                             |                  |
| カイザー・グライダー                       | 原作 アニメ『遊☆戯☆王デュエルモンスターズ』                                          | [ 注 16 ]                                |                  |
| ブラッド・ヴォルス                         | 原作 遊戯王R アニメ『遊☆戯☆王デュエルモンスターズ』                                  | [ 注 17 ]                                |                  |
| ガジェット・ソルジャー                     | 原作 アニメ『遊☆戯☆王デュエルモンスターズ』                                          |                                          |                  |
| デスグレムリン                             | 原作                                                                                 |                                          |                  |
| ダイヤモンド・ドラゴン                     | アニメ『遊☆戯☆王デュエルモンスターズ』                                               | [ 注 18 ]                                |                  |
| ブレイドナイト                             | 原作 遊戯王R アニメ『遊☆戯☆王デュエルモンスターズ』                                  | [ 注 19 ]                                |                  |
| Ｘ－ヘッド・キャノン                       | 原作 アニメ『遊☆戯☆王デュエルモンスターズ』                                          |                                          |                  |
| Ｙ－ドラゴン・ヘッド                       | 原作 アニメ『遊☆戯☆王デュエルモンスターズ』                                          |                                          |                  |
| Ｚ－メタル・キャタピラー                   | 原作 アニメ『遊☆戯☆王デュエルモンスターズ』                                          |                                          |                  |
| ロード・オブ・ドラゴン－ドラゴンの支配者－ | 原作 遊戯王R アニメ『遊☆戯☆王デュエルモンスターズ』                                  | [ 注 20 ]                                |                  |
| 鉄腕ゴーレム                               | 原作                                                                                 |                                          |                  |
| 暗黒の眠りを誘うルシファー                 | 原作                                                                                 |                                          |                  |
| カイザー・シーホース                       | アニメ『遊☆戯☆王デュエルモンスターズ』                                               |                                          |                  |
| ヴァンパイア・ロード                       | アニメ『遊☆戯☆王デュエルモンスターズ』                                               |                                          |                  |
| ソードオブソウル                           | アニメ『遊☆戯☆王デュエルモンスターズ』                                               | 未OCG化                                  |                  |
| 異次元竜 トワイライトゾーンドラゴン        | アニメ『遊☆戯☆王デュエルモンスターズ』                                               | [ 注 21 ]                                |                  |
| クローン・ドラゴン                         | アニメ『遊☆戯☆王デュエルモンスターズ』                                               | 未OCG化                                  |                  |
| スピア・ドラゴン                           | アニメ『遊☆戯☆王デュエルモンスターズ』                                               |                                          |                  |
| ドル・ドラ                                 | アニメ『遊☆戯☆王デュエルモンスターズ』                                               |                                          |                  |
| スピリット・ドラゴン                       | アニメ『遊☆戯☆王デュエルモンスターズ』                                               |                                          |                  |
| サンダー・ドラゴン                         | アニメ『遊☆戯☆王デュエルモンスターズ』                                               |                                          |                  |
| グランド・ドラゴン                         | アニメ『遊☆戯☆王デュエルモンスターズ』                                               |                                          |                  |
| ジャイアントウィルス                       | アニメ『遊☆戯☆王デュエルモンスターズ』                                               |                                          |                  |
| トラップマスター                           | アニメ『遊☆戯☆王デュエルモンスターズ』                                               |                                          |                  |
| サイバーポッド                             | アニメ『遊☆戯☆王デュエルモンスターズ』                                               | 海馬のデッキを用いたデュエルロボが使用。 |                  |
| アクア・マドール                           | アニメ『遊☆戯☆王デュエルモンスターズ』                                               | 海馬のデッキを用いたデュエルロボが使用、 |                  |
| 幻影の壁                                   | アニメ『遊☆戯☆王デュエルモンスターズ』                                               | 海馬のデッキを用いたデュエルロボが使用。 |                  |
| 闇・道化師のぺーテン                       | 映画『遊☆戯☆王デュエルモンスターズ 光のピラミッド』                                  |                                          |                  |
| ファミリア・ナイト                         | 映画『遊☆戯☆王デュエルモンスターズ 光のピラミッド』                                  |                                          |                  |
| レアメタル・ドラゴン                       | 映画『遊☆戯☆王デュエルモンスターズ 光のピラミッド』                                  |                                          |                  |
| ダーク・ゾーラ                             | アニメ『遊☆戯☆王 (アニメ第1作)』(劇場版)                                             | 未OCG化                                  |                  |
| グレムリン                                 | アニメ『遊☆戯☆王 (アニメ第1作)』                                                     | [ 注 22 ]                                |                  |
| ニュート                                   | アニメ『遊☆戯☆王デュエルモンスターズ』                                               |                                          |                  |
| ボア・ソルジャー                           | アニメ『遊☆戯☆王デュエルモンスターズ』                                               |                                          |                  |
| マハー・ヴァイロ                           | アニメ『遊☆戯☆王デュエルモンスターズ』                                               |                                          |                  |
| 異次元の戦士                               | アニメ『遊☆戯☆王デュエルモンスターズ』                                               |                                          |                  |
| ダークゼブラ                               | アニメ『遊☆戯☆王デュエルモンスターズ』                                               |                                          |                  |
| 憑依するブラッド・ソウル                   | アニメ『遊☆戯☆王デュエルモンスターズ』                                               |                                          |                  |
| 破壊神ヴァサーゴ                           | アニメ『遊☆戯☆王デュエルモンスターズ』                                               |                                          |                  |
| 漆黒の闘龍                                 | アニメ『遊☆戯☆王デュエルモンスターズ』                                               |                                          |                  |
| 竜殺者                                     | アニメ『遊☆戯☆王デュエルモンスターズ』                                               |                                          |                  |
| マテリアル・バット                         | 遊戯王R                                                                              | 未OCG化                                  |                  |
| マテリアル・スコーピオン                   | 遊戯王R                                                                              | 未OCG化                                  |                  |
| マテリアル・アーマディロウ                 | 遊戯王R                                                                              | 未OCG化                                  |                  |
| マテリアル・ライオン                       | 遊戯王R                                                                              | 未OCG化                                  |                  |
| モザイク・マンティコア                     | 遊戯王R                                                                              | [ 注 23 ]                                |                  |
| カイザー・ブラッド・ヴォルス               | 遊☆戯☆王 THE DARK SIDE OF DIMENSIONS                                                 |                                          |                  |
| アサルト・ワイバーン                       | 遊☆戯☆王 THE DARK SIDE OF DIMENSIONS                                                 |                                          |                  |
| パンデミック・ドラゴン                     | 遊☆戯☆王 THE DARK SIDE OF DIMENSIONS                                                 |                                          |                  |
| クリスタル・ドラゴン                       | 遊☆戯☆王 THE DARK SIDE OF DIMENSIONS                                                 |                                          |                  |
| 特殊召喚モンスター                         |                                                                                      |                                          |                  |
| 仮面魔獣デス・ガーディウス                 | 原作                                                                                 | アンティで入手したカード                 |                  |
| 青眼の光龍                                 | 映画『遊☆戯☆王デュエルモンスターズ 光のピラミッド』                                  | [ 注 24 ]                                |                  |
| 混沌帝龍 －終焉の使者－                    | アニメ『遊☆戯☆王デュエルモンスターズ』                                               | [ 注 25 ]                                |                  |
| 青眼の亜白龍                               | 遊☆戯☆王 THE DARK SIDE OF DIMENSIONS                                                 |                                          |                  |
| ディープアイズ・ホワイト・ドラゴン         | 遊☆戯☆王 THE DARK SIDE OF DIMENSIONS                                                 |                                          |                  |
| 儀式モンスター                             |                                                                                      |                                          |                  |
| 白竜の聖騎士                               | アニメ『遊☆戯☆王デュエルモンスターズ』                                               |                                          |                  |
| ブルーアイズ・カオス・MAXドラゴン          | 遊☆戯☆王 THE DARK SIDE OF DIMENSIONS                                                 |                                          |                  |
| 融合モンスター                             |                                                                                      |                                          |                  |
| 青眼の究極竜                               | 原作 アニメ『遊☆戯☆王デュエルモンスターズ』                                          | [ 注 26 ]                                |                  |
| ミノケンタウロス                           | 原作 アニメ『遊☆戯☆王デュエルモンスターズ』                                          |                                          |                  |
| XYZ－ドラゴン・キャノン                    | 原作 アニメ『遊☆戯☆王デュエルモンスターズ』                                          | [ 注 27 ]                                |                  |
| 双頭の雷龍                                 | アニメ『遊☆戯☆王デュエルモンスターズ』                                               |                                          |                  |
| タイラント・バースト・ドラゴン             | アニメ『遊☆戯☆王デュエルモンスターズ』                                               | [ 注 28 ]                                |                  |
| デス・ウイルス・ドラゴン                   | アニメ『遊☆戯☆王デュエルモンスターズ』                                               | [ 注 29 ]                                |                  |
| ミラーフォース・ドラゴン                   | アニメ『遊☆戯☆王デュエルモンスターズ』                                               | [ 注 30 ]                                |                  |
| 真青眼の究極竜                             | 遊☆戯☆王 THE DARK SIDE OF DIMENSIONS                                                 |                                          |                  |
| 魔法カード                                 |                                                                                      |                                          |                  |
| 巨大化                                     | 原作 映画『遊☆戯☆王デュエルモンスターズ 光のピラミッド』                             | [ 注 31 ]                                |                  |
| 攻撃の無力化                               | 原作 映画『遊☆戯☆王デュエルモンスターズ 光のピラミッド』                             | [ 注 32 ]                                |                  |
| ホーリー・エルフの祝福                     | 原作                                                                                 | OCGでは罠カード。                        |                  |
| 融合                                       | 原作 アニメ『遊☆戯☆王デュエルモンスターズ』                                          |                                          |                  |
| 死者蘇生                                   | 原作 アニメ『遊☆戯☆王デュエルモンスターズ』                                          |                                          |                  |
| 催眠術                                     | 原作 アニメ『遊☆戯☆王デュエルモンスターズ』                                          |                                          |                  |
| 闇の呪縛                                   | 原作                                                                                 | OCGでは罠カード。                        |                  |
| 大嵐                                       | アニメ『遊☆戯☆王デュエルモンスターズ』                                               |                                          |                  |
| 魔法除去                                   | アニメ『遊☆戯☆王デュエルモンスターズ』                                               |                                          |                  |
| 闇・エネルギー                             | 原作                                                                                 | [ 注 33 ]                                |                  |
| クロス・ソウル                             | 原作                                                                                 | [ 注 34 ]                                |                  |
| 収縮                                       | 原作 アニメ『遊☆戯☆王デュエルモンスターズ』                                          |                                          |                  |
| 黙する死者                                 | 原作                                                                                 |                                          |                  |
| エネミーコントローラー                     | 原作 アニメ『遊☆戯☆王デュエルモンスターズ』                                          |                                          |                  |
| 天声の服従                                 | 原作 アニメ『遊☆戯☆王デュエルモンスターズ』                                          |                                          |                  |
| 亜空間物質転送装置                         | 原作 アニメ『遊☆戯☆王デュエルモンスターズ』                                          | OCGでは罠カード。                        |                  |
| ドラゴンを呼ぶ笛                           | 原作 アニメ『遊☆戯☆王デュエルモンスターズ』                                          |                                          |                  |
| コストダウン                               | 原作 アニメ『遊☆戯☆王デュエルモンスターズ』                                          |                                          |                  |
| 命削りの宝札                               | 原作 アニメ『遊☆戯☆王デュエルモンスターズ』                                          |                                          |                  |
| デビルズ・サンクチュアリ                   | 原作 アニメ『遊☆戯☆王デュエルモンスターズ』                                          | [ 注 35 ]                                |                  |
| 防御輪                                     | アニメ『遊☆戯☆王デュエルモンスターズ』                                               |                                          |                  |
| マジック・サンクチュアリ                   | アニメ『遊☆戯☆王デュエルモンスターズ』                                               | 未OCG化                                  |                  |
| ブラック・コア                             | 映画『遊☆戯☆王デュエルモンスターズ 光のピラミッド』                                  |                                          |                  |
| 強制召喚                                   | 映画『遊☆戯☆王デュエルモンスターズ 光のピラミッド』                                  | 未OCG化。                                |                  |
| ダブルトラップ                             | アニメ『遊☆戯☆王デュエルモンスターズ』                                               |                                          |                  |
| マジック・ガードナー                       | アニメ『遊☆戯☆王デュエルモンスターズ』                                               |                                          |                  |
| 欲望の代償                                 | アニメ『遊☆戯☆王デュエルモンスターズ』                                               | 未OCG化                                  |                  |
| ガードオブカード                           | アニメ『遊☆戯☆王デュエルモンスターズ』                                               | 未OCG化                                  |                  |
| コマンド・サイレンサー                     | アニメ『遊☆戯☆王デュエルモンスターズ』                                               | 未OCG化                                  |                  |
| 悲嘆の宝札                                 | アニメ『遊☆戯☆王デュエルモンスターズ』                                               | 未OCG化                                  |                  |
| 巨竜の羽ばたき                             | アニメ『遊☆戯☆王デュエルモンスターズ』                                               |                                          |                  |
| 魂吸収                                     | アニメ『遊☆戯☆王デュエルモンスターズ』                                               |                                          |                  |
| 魂の解放                                   | アニメ『遊☆戯☆王デュエルモンスターズ』                                               |                                          |                  |
| 次元融合                                   | アニメ『遊☆戯☆王デュエルモンスターズ』                                               |                                          |                  |
| クリティウスの牙                           | アニメ『遊☆戯☆王デュエルモンスターズ』                                               | [ 注 37 ]                                |                  |
| 白竜降臨                                   | アニメ『遊☆戯☆王デュエルモンスターズ』                                               |                                          |                  |
| エナジーリフレクト                         | アニメ『遊☆戯☆王デュエルモンスターズ』                                               | 未OCG化                                  |                  |
| 非常食                                     | アニメ『遊☆戯☆王デュエルモンスターズ』                                               |                                          |                  |
| 邪悪なる鎖                                 | アニメ『遊☆戯☆王 (アニメ第1作)』(劇場版)                                             | 未OCG化。                                |                  |
| ドラゴン・目覚めの旋律                     | 遊戯王R                                                                              |                                          |                  |
| ワクチンの接種                             | 遊戯王R                                                                              | 未OCG化                                  |                  |
| クロス・シフト                             | 遊戯王R                                                                              | 未OCG化                                  |                  |
| 竜の闘志                                   | 遊☆戯☆王 THE DARK SIDE OF DIMENSIONS                                                 |                                          |                  |
| カオス・フォーム                           | 遊☆戯☆王 THE DARK SIDE OF DIMENSIONS                                                 |                                          |                  |
| 罠カード                                   |                                                                                      |                                          |                  |
| 「守備」封じ UNGUARD・MAGIC                | 原作 アニメ『遊☆戯☆王 (アニメ第1作)』(劇場版)                                        | [ 注 38 ]                                |                  |
| マジック・ランプ                           | 原作                                                                                 | OCGではモンスターカード                  |                  |
| 破壊輪                                     | 原作 アニメ『遊☆戯☆王デュエルモンスターズ』                                          |                                          |                  |
| 攻撃誘導アーマー                           | 原作 アニメ『遊☆戯☆王デュエルモンスターズ』                                          |                                          |                  |
| 機械じかけのマジックミラー                 | 原作 アニメ『遊☆戯☆王デュエルモンスターズ』                                          |                                          |                  |
| クローン複製                               | 原作 アニメ『遊☆戯☆王デュエルモンスターズ』                                          |                                          |                  |
| 最終突撃命令                               | 原作 アニメ『遊☆戯☆王デュエルモンスターズ』                                          |                                          |                  |
| 魔法吸収                                   | 原作 アニメ『遊☆戯☆王デュエルモンスターズ』                                          | OCGでは魔法カード                        |                  |
| パワーバランス                             | アニメ『遊☆戯☆王デュエルモンスターズ』                                               | 未OCG化                                  |                  |
| 攻撃誘導バリア                             | アニメ『遊☆戯☆王デュエルモンスターズ』                                               | 未OCG化                                  |                  |
| ラストバトル！                             | アニメ『遊☆戯☆王デュエルモンスターズ』                                               |                                          |                  |
| バーストブレス                             | アニメ『遊☆戯☆王デュエルモンスターズ』                                               |                                          |                  |
| 竜の逆鱗                                   | アニメ『遊☆戯☆王デュエルモンスターズ』                                               |                                          |                  |
| 異次元からの帰還                           | 映画『遊☆戯☆王デュエルモンスターズ 光のピラミッド』                                  | [ 注 39 ]                                |                  |
| 光のピラミッド                             | 映画『遊☆戯☆王デュエルモンスターズ 光のピラミッド』                                  | [ 注 40 ]                                |                  |
| 完全破壊-ジェノサイド・ウィルス            | 映画『遊☆戯☆王デュエルモンスターズ 光のピラミッド』                                  | 未OCG化。                                |                  |
| タイラント・ウイング                       | アニメ『遊☆戯☆王デュエルモンスターズ』                                               |                                          |                  |
| 決死の希望                                 | アニメ『遊☆戯☆王デュエルモンスターズ』                                               | 未OCG化                                  |                  |
| フラットLV4                                | アニメ『遊☆戯☆王デュエルモンスターズ』                                               | 未OCG化                                  |                  |
| 融爆                                       | 映画『遊☆戯☆王 THE DARK SIDE OF DIMENSIONS』                                         |                                          |                  |
| カウンター・ゲート                         | 映画『遊☆戯☆王 THE DARK SIDE OF DIMENSIONS』                                         |                                          |                  |
| クリスタル・アバター                       | 映画『遊☆戯☆王 THE DARK SIDE OF DIMENSIONS』                                         |                                          |                  |
| 身代わりの闇                               | 映画『遊☆戯☆王 THE DARK SIDE OF DIMENSIONS』                                         |                                          |                  |
| 強化反撃                                   | 映画『遊☆戯☆王 THE DARK SIDE OF DIMENSIONS』                                         | 未OCG化                                  |                  |
| ドラゴンズ・オーブ                         | 映画『遊☆戯☆王 THE DARK SIDE OF DIMENSIONS』                                         | 未OCG化                                  |                  |
| 高速詠唱                                   | 映画『遊☆戯☆王 THE DARK SIDE OF DIMENSIONS』                                         | 未OCG化                                  |                  |
| ウイルスカード                             |                                                                                      |                                          |                  |
| 死のデッキ破壊                             | 原作 アニメ『遊☆戯☆王デュエルモンスターズ』                                          | [ 注 43 ]                                |                  |
| 魔法除去細菌兵器                           | 原作                                                                                 | [ 注 44 ]                                |                  |
| α波の放散                                  | 遊戯王R                                                                              | 未OCG化                                  |                  |

この他、DEATH-Tにおいて守備表示で召喚された名称不明のモンスターが存在する。

## 担当声優
- 緑川光 - アニメ第一作『遊☆戯☆王』
- 佐藤智恵 - アニメ第一作『遊☆戯☆王』幼少時代
- 津田健次郎 - アニメ第二作『遊☆戯☆王デュエルモンスターズ』以降の専任声優
- クリスタイン.J.リー - アニメ第二作『遊☆戯☆王デュエルモンスターズ』（第1話 - 第69話）英語版
- エリック・スチュアート - アニメ第二作『遊☆戯☆王デュエルモンスターズ』（第70話 - 第224話）以降の英語版専任声優